# Kirkwall and St Ola

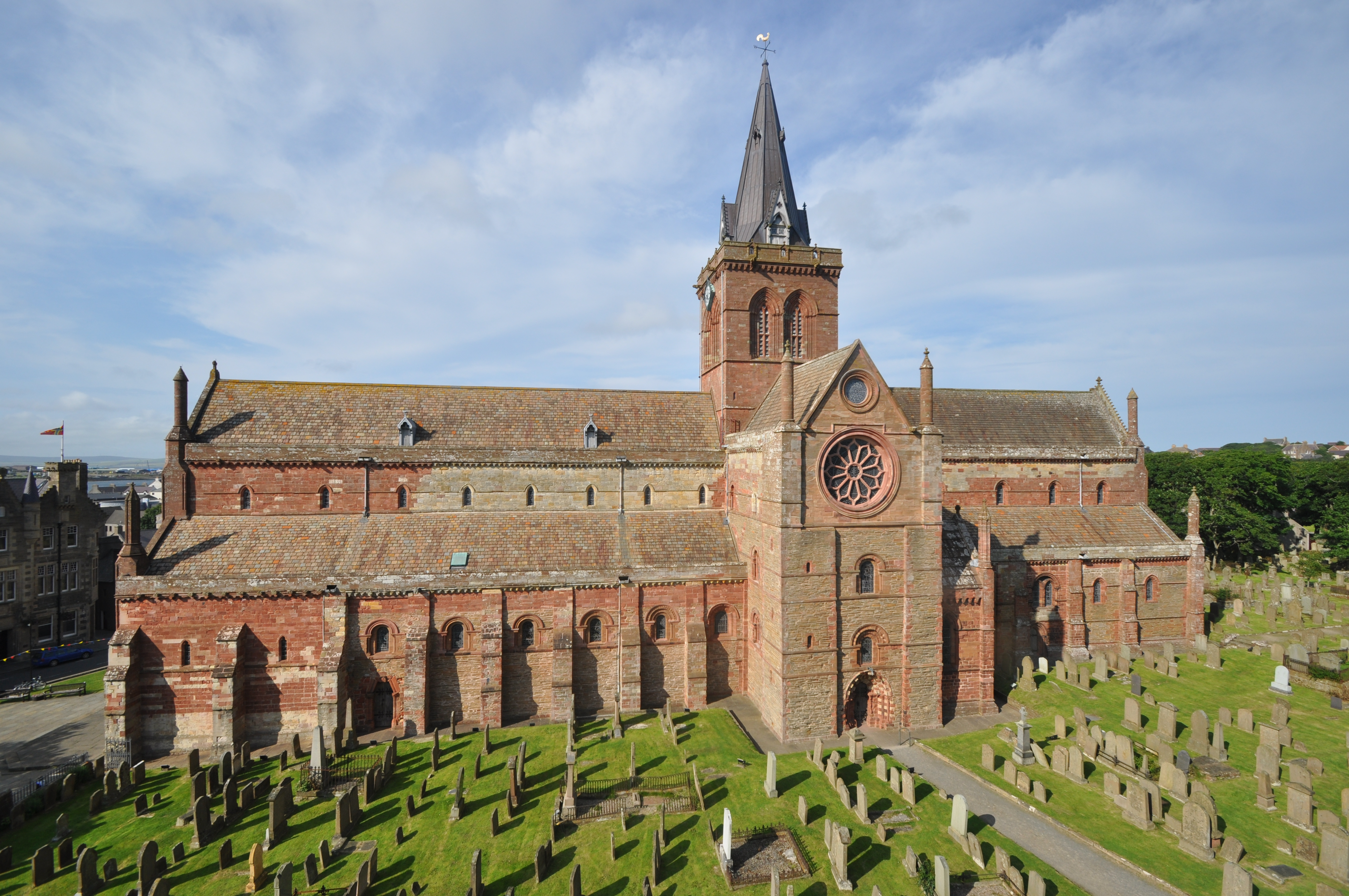
St.-Magnus-Kathedrale in Kirkwall

Kirkwall and St Ola ist eine Gemeinde (Community Council Area) auf den Orkneyinseln im Norden von Schottland.
Hervorgegangen ist sie aus einer historischen Verwaltungseinheit (Civil Parish), deren Gebiet im zentralen Bereich der Insel Mainland liegt. Es bildet die Form eines Rechtecks, an die vier angrenzende Civil Parishes stoßen. Diese sind Firth im Nordwesten, Orphir im Südwesten, St Andrews and Deerness im Osten sowie Holm im Südosten. Begrenzt wird ihr Gebiet durch die Meeresbuchten Bay of Kirkwall (mit der zugehörigen Insel Thieves Holm) im Norden und Scapa Flow im Süden.
Der Hauptort ist Kirkwall, unter den weiteren zugehörigen Ortschaften sind Garth, Hatston, Scapa und St Ola.
Ende des 20. Jahrhunderts wurde das Civil Parish in eine Community Council Area umgewandelt.